# 1984 في بيرو
فيما يلي قوائم الأحداث التي وقعت خلال عام 1984 في بيرو.

## سياسة

### تعيين في المنصب
- 10 أبريل – فالنتين بانياغوا Minister of Education of Peru [الإنجليزية]‏.

### انتهاء فترة المنصب
- 12 أكتوبر – فالنتين بانياغوا Minister of Education of Peru [الإنجليزية]‏.

## مواليد

### يناير
- 1 يناير – باولو غيريرو لاعب كرة قدم بيروفي.

### مارس
- 31 مارس – ألبرتو رودريغيز لاعب كرة قدم بيروفي.

### أبريل
- 22 أبريل – دييغو بيني لاعب كرة قدم بيروفي.

### يوليو
- 10 يوليو – ماريا خوليا مانتيلا

### أكتوبر
- 22 أكتوبر – ديفيد زيجارا ملاكم بيروفي.
- 26 أكتوبر – جيفرسون فارفان لاعب كرة قدم بيروفي.

## وفيات

### أبريل
- 20 أبريل – أنتونيو ماكويلون (مواليد 1902) لاعب كرة قدم بيروفي.

### يوليو
- 7 يوليو – خوسيه ماريا لافالي (مواليد 1902) لاعب كرة قدم بيروفي.